# Kōshirō Onchi
Kōshirō Onchi (恩地 孝四郎, Onchi Kōshirō, 2 de junho de 1891 — 3 de junho de 1955), foi um gravurista japonês nascido em Tóquio. É creditado como o "pai" do movimento artístico sōsaku-hanga de ukiyo-e no século XX. Foi também um fotógrafo.

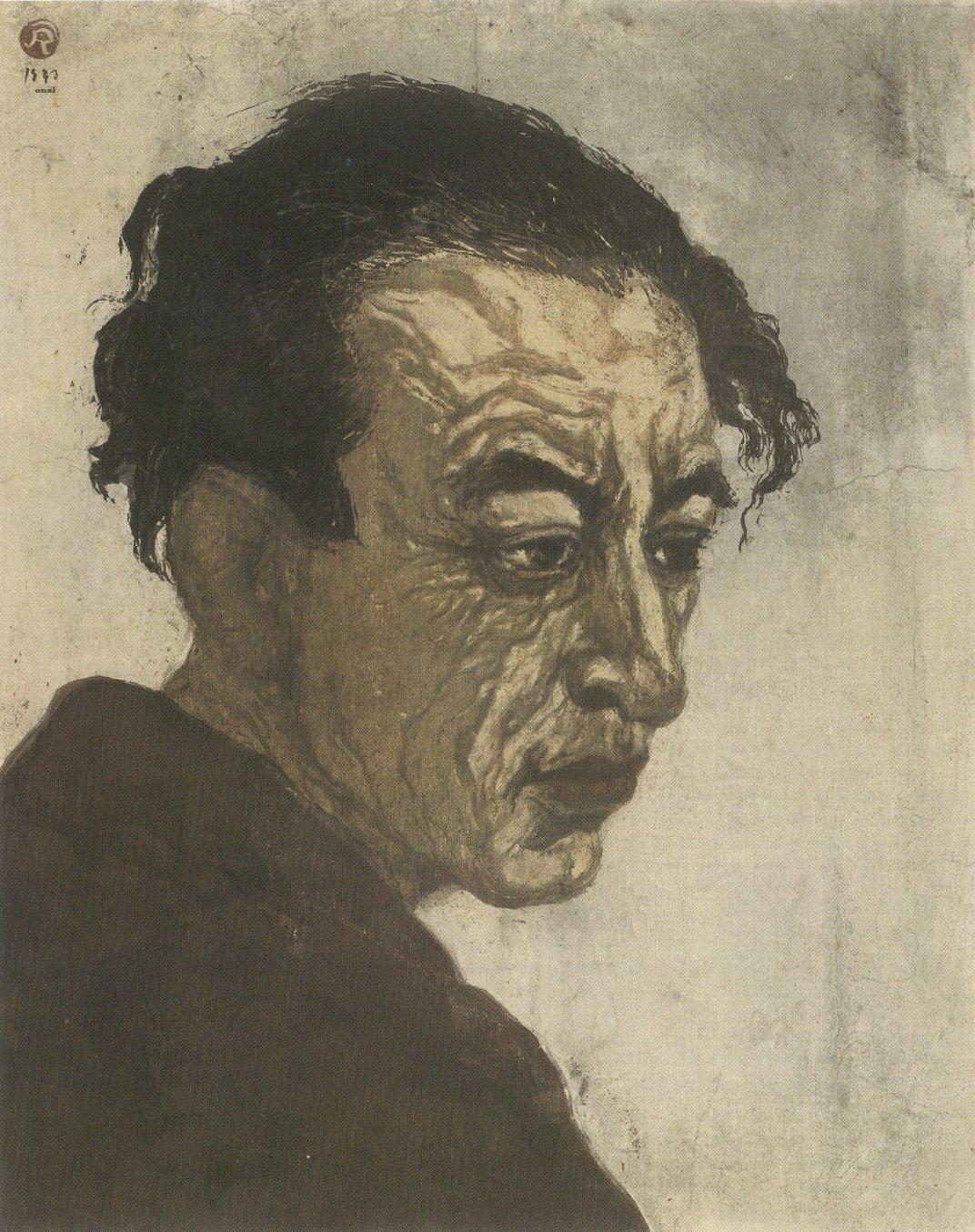
Retrato de Sakutarō Hagiwara, por Onchi, 1943, primeira edição, Museu Nacional de Arte Moderna de Tóquio.

A produção de Onchi varia desde representações de pós-guerra até arte abstrata. Como um precursor do sōsaku-hanga, Onchi acreditava que a criação artística e a expressão criativa originavam-se somente a partir da individualidade. Ele se interessava mais por expressar emoções subjetivas por meio da abstração em gravuras que por replicar cenários e formas do mundo real e objetivo, tentando evocar ambientações poéticas e líricas.